# Diperodone
Il diperodone, esistente anche nella forma idrocloridrata, è un potente anestetico locale. Esiste come pomata per uso topico, con una percentuale di principio attivo variabile tra lo 0,5 e l'1%.
Il nome commerciale è Diothane.

## Sintesi del composto
È prodotto dal fenilisocianato, ottenuto dalla condensazione di piperidina e 3-cloro-1,2-propanediolo in una soluzione alcalina.

## Indicazioni
È indicato per abrasioni, irritazioni, prurito e, con somministrazione rettale, nel trattamento della malattia emorroidale.